# Peruviaanse census 2007

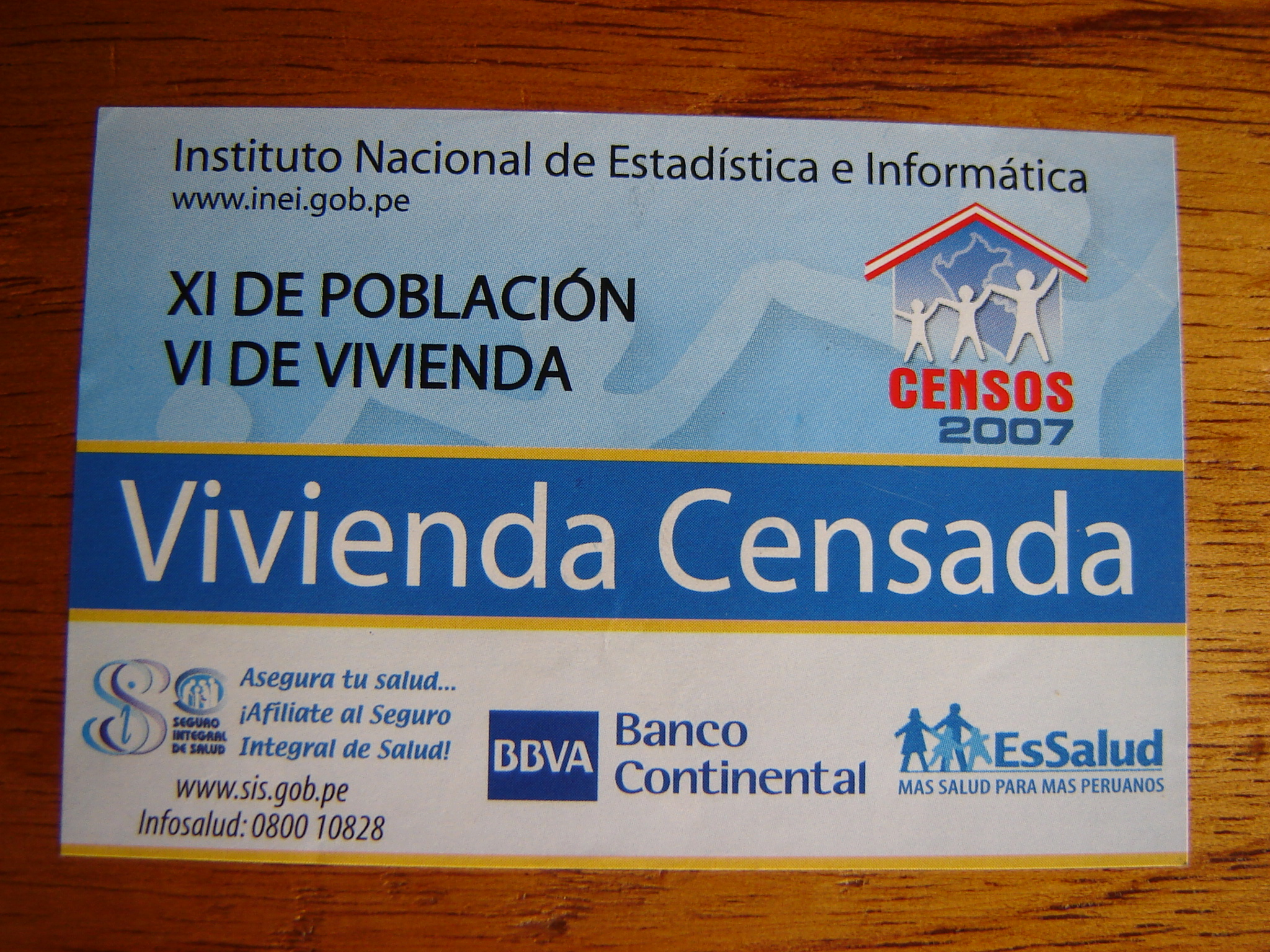
Label om aan te geven dat een huis is bezocht.

De Peruaanse census 2007 is een volkstelling gehouden in Peru op 21 oktober, 2007. De telling wordt deur aan deur uitgevoerd door het nationale instituut voor statistiek en informatica: Instituto Nacional de Estadística e Informática (INEI). Huizen die in de telling zijn opgenomen worden voorzien van een label. De volledige naam van de telling in het Spaans is: XI Censo de Población y VI de Vivienda ("Elfde volkstelling en zesde huishoudenstelling"). De voorgaande census was de Peruviaanse census 2005.